# Northern Rhodesian African National Congress

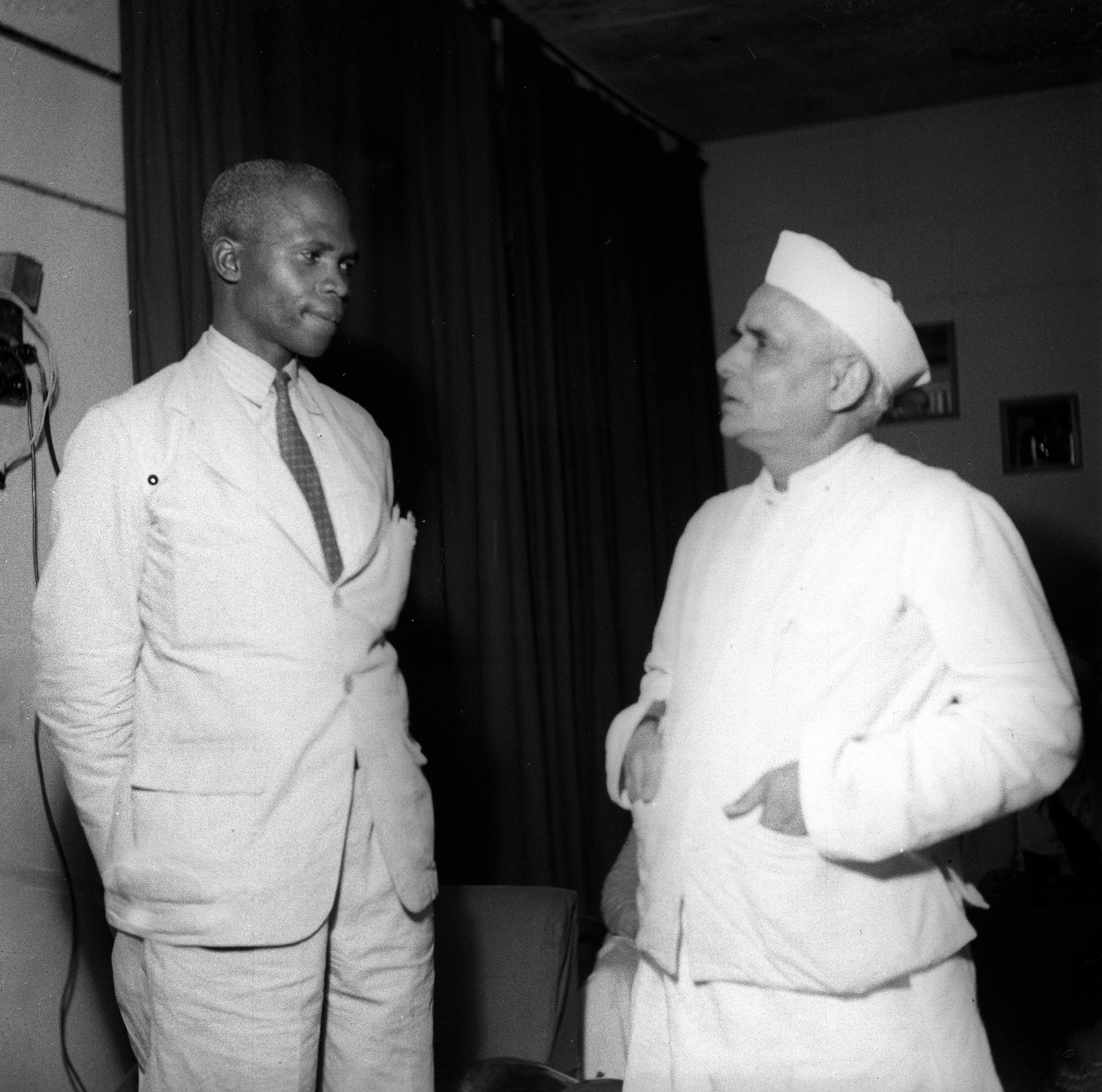
Godwin Lewanika (links) mit dem indischen Politiker Ranganath Ramachandra Diwakar

Der Nordrhodesische Afrikanische Nationalkongress (kurz: African National Congress) ist eine politische Partei in Sambia, die 1948 als Nordrhodesischer Nationalkongress gegründet wurde und die erste politische Partei des Landes war. An ihrer Spitze stand als Vorsitzender (1948–1951) der Sozialwissenschaftler Godwin Lewanika, der auch ein enger Vertrauter des Chief Yeta III. war.

## Vorgeschichte und Entwicklung
Ihre Wurzeln sind Wohlfahrtsorganisationen der Schwarzen im Copperbelt, die sich 1946 unter Leitung von Dauti Yamba zur Federation of African Welfare Societies vereinigt hatten. Ihre Gründung wurde, weil die britische Kolonialregierung ein Gewerkschaftsverbot aufrechterhielt, politisch instrumentalisiert. Der Streik der schwarzen Arbeiter 1930 wurde in diesen Wohlfahrtsorganisationen abgestimmt.
1951 gelangte an Stelle des unpopulär gewordenen Lewanika nun Harry Nkumbula in den Vorsitz der Partei. Dieser hatte in London Pädagogik und weitere Fächer an der London School of Economics studiert. Unter seiner bis 1953 andauernden Spitzenfunktion vollzog sich ein umfangreicher Mitgliederzuwachs sowie eine starke Politisierung gegen die von Großbritannien herbeigeführte Föderation von Rhodesien und Njassaland. Zusammen mit Kenneth Kaunda und anderen Mitgliedern nahm die Partei immer stärker militante Züge an.
Es bestanden Verbindungen des Nordrhodesischen Afrikanischen Nationalkongresses zum südafrikanischen Afrikanischen Nationalkongress (African National Congress). 1953 wurde Kenneth Kaunda Generalsekretär der Partei. Im Jahre 1955 kamen Kaunda und Nkumbula wegen des Besitzes verbotener Literatur, darunter Gandhis Schriften zum gewaltlosen Widerstand, in Haft. Nach deren Ende im Jahre 1957 waren sie wieder auf freien Fuß und konnten einer Einladung zur Labour Party’s Commonwealth Conference nach London folgen. Im Jahr darauf lehnte der nordrhodesische ANC die Vorschläge für eine Verfassung von Nordrhodesien ab. Stattdessen legte die Partei eigene Vorschläge für eine paritätische Vertretung von Schwarzen und Weißen im künftigen Gesetzgebenden Rat (Legislative Council) vor. Im Dezember setzte die Regierung ihren Verfassungsvorschlag in Kraft, Nkumbula akzeptierte die neue Lage und kandidierte für ein Abgeordnetenmandat. Das führte die Partei in eine Krise.
Im Verlaufe dieser Entwicklung war die Partei über der Frage gespalten, ob sie an den Wahlen zur Legislative teilnehmen sollte, in der nur eine Minderheit der schwarzen Bevölkerung wahlberechtigt war. Kenneth Kaunda trat für eine konsequente Position ein und gründete mit seinen Anhängern den Sambischen Afrikanischen Nationalkongress (Zambian African National Congress). Dessen Lager wandte sich gegen die neue Verfassung. Nkumbula hatte jedoch sein Mandat gewonnen. Die anderen Kandidaten empfahlen ihren Anhängern ein Votum zugunsten der Dominion Party.